# Äthiopisch-orthodoxes Mönchtum

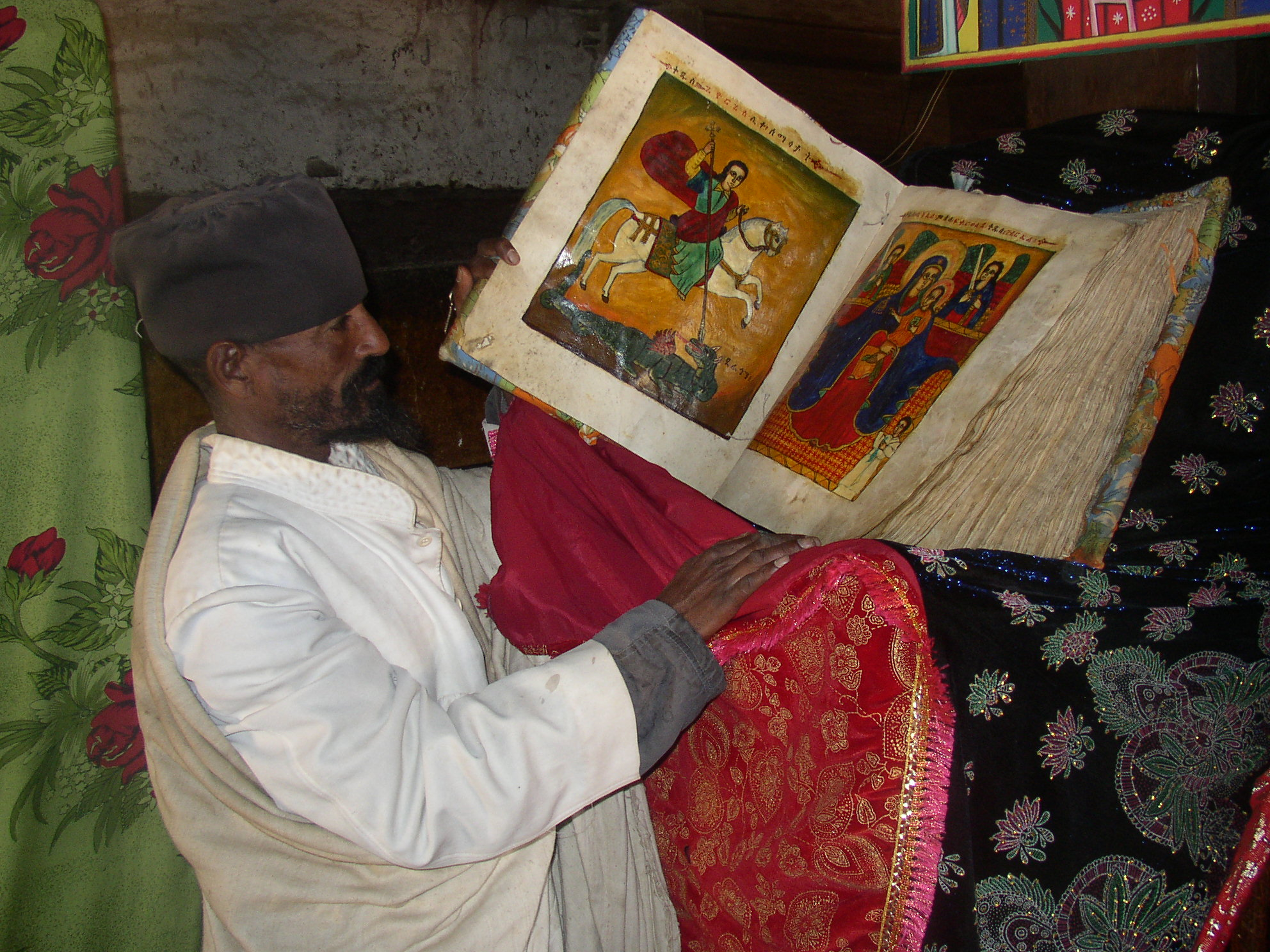
Äthiopisch-orthodoxer Mönch von Debre Damo mit illuminierter Bibelhandschrift

## Entstehung
Gemäß der Tradition wurde das Mönchtum in Äthiopien durch die so genannten „neun Heiligen“ eingeführt. Diesen Mönchen, die wahrscheinlich aus dem syrischen Raum kamen und vor-chalzedonensische Theologie verbreiteten, wird nachgesagt, die ersten Klöster gegründet und die Mönchsregeln der Heiligen Antonius und Pachomios nach Äthiopien gebracht zu haben. Wirkliche Attraktivität und Bedeutung gewann das Mönchtum allerdings erst durch Abba Iyäsus-Mo’a (1214–1294). Unter der mit ihm einsetzenden Reformperiode verbreitete sich das äthiopische Mönchtum stark.

## Rolle in der äthiopischen Vergangenheit und Gegenwart
Im Gegensatz zu säkularen Klerikern leben Mönche zölibatär und streng asketisch. In der Zeit der Monarchie waren sie besser ausgebildet und organisiert und fanden Anstellung am kaiserlichen Hof und Verwendung bei der Durchdringung der neu eroberten Bevölkerung mit amharisch-christlichem Gedankengut. Im mittelalterlichen Äthiopien, während einer Zeit also, in der der König seinen Wohnsitz ständig änderte, waren die Klöster die einzigen permanenten Institutionen. Sie wurden deswegen zusammen mit dem Königshof die Brennpunkte der mittelalterlichen äthiopischen Gesellschaft, die ein Minimum an sozialen und ökonomischen Standards garantierten. Sie können von daher mit Recht als „Träger und Verbreiter, Erhalter und Vorkämpfer der christlich-äthiopischen Kultur“ (Haberland 1965:34) angesehen werden. Diese wichtige Rolle in der äthiopischen Gesellschaft haben äthiopisch-(und eritreisch-)orthodoxe Klöster im Zuge der kommunistischen Landreform (siehe Derg), bei der sie den Großteil ihres Landbesitzes verloren haben, eingebüßt. Weiterhin sind sie jedoch Zentren für traditionelle äthiopische Schulbildung und spirituelle Zentren. Nicht vergessen werden darf auch, dass in ihnen noch bedeutende Kunstschätze (v. a. wertvolle Bibelausgaben) ihrer Entdeckung harren. Auch dass nur Mönchspriester zu äthiopisch-orthodoxen Bischöfen geweiht werden können, ist zu beachten.

## Organisation
Jedes Kloster lebt nach seiner eigenen Regel (auf Altäthiopisch ስራት, sïrat, auf Amharisch ደንብ; dämb), auch wenn dieser nicht dieselbe Bedeutung zukommt wie Regeln europäischer Klöster. Klosterregeln werden zumeist von den Stiftern des Klosters mitverfasst und bestimmen Dinge wie die Häufigkeit der Feier der Liturgie, das Trinken von Kaffee und die Frage, ob und zu welchen Anlässen der Abt das Kloster verlassen sollte.

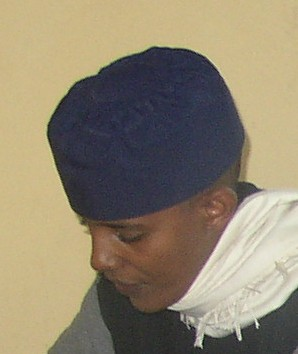
Äthiopisch-orthodoxe Nonne mit „qob“

 Heute gibt es in Äthiopien ungefähr 800 Klöster (ገዳም; gädam), die teils den Gemeinschaftsaspekt, teils das einsiedlerische Element mehr betonen. Die Aufnahme in eine Klostergemeinschaft, durch die eine Frau den Titel emahoy, ein Mann den Titel abba erwirbt, geschieht nach einer unterschiedlichen langen Probezeit mit spiritueller Ausbildung und einer abschließenden strengen 40-tägigen Fastenzeit. Schon vom Eintritt ins Kloster an trägt die Kandidatin bzw. der Kandidat die Haare geschoren und verwendet ihren/seinen Taufnamen. Die volle Aufnahme geschieht dadurch, dass ein Priester oder ein Bischof der Schwester/dem Bruder in einer liturgischen Feier den qob (spezieller, klösterliches Leben kennzeichnender Hut) auf das geschorene Haupt setzt.
Eine Besonderheit des äthiopisch-orthodoxen Mönchtums ist es, dass viele alte Frauen und Männer Gelübde ab- und Klosterkleidung anlegen, um dann zu Hause (oder in einem Kloster) ein asketisches Leben zu führen. Das geschieht wohl auch aus Gründen der eigenen Zukunftsvorsorge.
Frauenklöster werden in der Regel in der Nähe von Männerklöstern gebaut, da sie ihnen bis auf wenige Ausnahmen jurisdiktionell unterstellt sind, von ihnen spirituell betreut werden und außerdem für sie Dienste leisten. Heute gehen gerade von Frauenklöstern (insbesondere vom Kloster Gätesemani Betä Dänagïl Täbabat in Säbata) Initiativen zu einer Neubesinnung der Rolle des Mönchtums in Äthiopien aus, die den sozialen Aspekt stärker betonen wollen.

## Berühmte und bedeutende Klöster
- Kloster Debre Libanos
- Kloster Debre Damo
- Gätesemani Betä Dänagïl Täbabat